# Edmund Hlawka
Edmund Hlawka   (Bruck an der Mur, 5 de novembre de 1916 - Viena, 19 de febrer de 2009) va ser un matemàtic austríac.

## Vida i Obra
Nascut en una vila de l'estat d'Estíria, uns cinquanta quilòmetres al nord de Graz, els seus pares es van traslladar aviat a Viena on va ser escolaritzat. El 1934 va iniciar els seus estudis de matemàtiques, física i astronomia a la universitat de Viena, en la qual es va doctorar el 1938 amb una tesi sobre aproximació diofàntica. A partir d'aquesta data va ser assistent a la universitat de Viena, fins que l 1944 va obtenir l'habilitació docent amb una conferència en la que va demostrar una conjectura de Hermann Minkowski, que ara porta el nom de teorema de Minkowski-Hlawka. Va ser professor titular de la universitat de Viena fins al 1981 quan va passar a ser-ho de la universitat Tècnica de Viena, en la qual es va retirar el 1987. També va ser professor invitat per breus períodes a diverses universitats com Princeton, Caltech, la Sorbona o l'ETH Zürich.
Va tenir una gran influència en les matemàtiques a Àustria perquè, a més de dirigir unes 130 tesis doctorals, va formar a més de 800 matemàtics que van esdevenir professors de secundària.
En recerca, els eu camp de treball va ser la teoria de nombres, fent aportacions importants en la teoria de la distribució uniforme, la geometria dels nombres i la integració numèrica. Va publicar o editar (sol o en col·laboració) una dotzena de llibres i més de 150 articles científics.